# Pseudochromis alticaudex
Pseudochromis alticaudex är en fiskart som beskrevs av Gill 2004. Pseudochromis alticaudex ingår i släktet Pseudochromis och familjen Pseudochromidae. Inga underarter finns listade i Catalogue of Life.